# Hans Rothe (Slawist)
Hans Rothe (* 5. Mai 1928 in Berlin; † 31. März 2021 in Bonn) war ein deutscher Philologe und Slawist.

## Leben
Sein Vater war der Gutsbesitzer Karl Rothe, seine Mutter Luise (1902–1992) war die älteste Tochter des Gynäkologen Walter Stoeckel. Er verlebte seine Jugend auf dem elterlichen Gut in Samonienen in Ostpreußen. Er besuchte die Oberschule in Goldap bis zur Sekunda. 1944 war er Flakhelfer in Hamburg. Nach dem Abitur in Hamburg 1947 studierte er von 1947 bis 1954 slawische und indogermanische Philologie und Kirchengeschichte in Kiel, Marburg und London und wieder in Marburg. 1954 wurde er in Kiel mit einer sprachwissenschaftlichen Arbeit zum Altkirchenslawischen promoviert. Von 1954 bis 1963 war er Assistent bei Alfred Rammelmeyer und Herbert Bräuer in Marburg, wo er sich 1963 mit einer Arbeit zu Karamzin habilitierte. Nach einer Gastprofessur von 1964 bis 1965 in Berlin (FU) und von 1965 bis 1966 Anstellung auf seiner Assistentenstelle in Marburg wurde er 1966 nach Bonn berufen, wo er bis zu seiner Emeritierung im Jahre 1993 lehrte. Er leitete dort auch weiterhin die Patristische Kommission der Nordrhein-Westfälischen Akademie der Wissenschaften. Rothe war Mitbegründer und -herausgeber der Bausteine zur Slavischen Philologie und Kulturgeschichte (ab 1968) und der Reihe Biblia Slavica (ab 1988).
Hans Rothe starb am 31. März 2021 in Bonn.

## Mitgliedschaften
- Ordentliches Mitglied der Nordrhein-Westfälischen Akademie der Wissenschaften und der Künste (seit 1979)
- Korrespondierendes Mitglied der Akademie der Wissenschaften zu Göttingen
- Collegium Carolinum in München
- Herder-Forschungs-Rat Marburg
- Internationales Slavistenkomitee
- Full Member of the Ukrainian Academy of Arts and Sciences in the U.S., Inc.
- Auswärtiges Ordentliches Mitglied der Polska Akademia Umiejętności in Krakau
- Korrespondierendes Mitglied der Kroatischen Akademie der Wissenschaften und Künste
- Ausländisches Mitglied der Polnischen Akademie der Wissenschaften (seit 1991)

## Ehrungen
- 1991: Ehrendoktor der Universität Breslau[4]
- Bundesverdienstkreuz

## Schriften (Auswahl)
Schriftenverzeichnis
- Hans Rothe: Schriftenverzeichnis 1954–2018, zusammengestellt und bearbeitet von Claudia Schnell (= Bausteine zur Slavischen Philologie und Kulturgeschichte. Reihe C: Bibliographien. Nr. 5). Böhlau, Wien u. a. 2019, ISBN 978-3-412-51344-3.

Monographien
- Karamzins europäische Reise. Der Beginn des russischen Romans. Gehlen, Bad Homburg v. d. H. 1968 (Bausteine zur Geschichte der Literatur bei den Slaven 1)
- Religion und Kultur in den Regionen des Russischen Reiches im 18. Jahrhundert. 1. Versuch einer Grundlegung. Westdeutscher Verlag, Opladen 1984, ISBN 3-531-07267-6.
- Anton Tschechow oder die Entartung der Kunst. Westdeutscher Verlag, Opladen 1990, ISBN 3-531-07306-0.
- Die Schlucht. Ivan Gontscharov und der „Realismus“ nach Turgenev und vor Dostojevskij (1849–1869). Westdeutscher Verlag, Opladen 1991, ISBN 3-531-05104-0.
- Was ist 'altrussische Literatur'? Westdeutscher Verlag, Wiesbaden 2000, ISBN 3-531-07362-1.
- Puškin. Schicksal des Dichters, Wandlungen seiner Dichtung. Schöningh, Paderborn (usw.) 2009, ISBN 978-3-506-76875-9.
- Szkice o literaturze polskiej i ukraińskiej. Inst. Filologii Polskiej i Lingwistyki Stosowanej, Siedlce 2011. (Colloquia litteraria Sedlcensia 7) ISBN 978-83-932671-0-1.
- Dostojevskijs Stellung in der europäischen Literatur. Schöningh, Paderborn 2013. (Nordrhein-Westfälische Akademie der Wissenschaften und der Künste, Vorträge, G, Geisteswissenschaften 441) ISBN 978-3-506-77762-1.
- Tolstojs „Krieg und Frieden“. Versuch einer Neubewertung. Schöningh, Paderborn 2020. (Nordrhein-Westfälische Akademie der Wissenschaften und der Künste, Vorträge, G, Geisteswissenschaften 459.) ISBN 978-3-506-70290-6

Herausgeberschaften
- Sinopsis. Kiev 1681. Facsimile, hrsg. und mit einer Einleitung versehen von Hans Rothe. Böhlau, Köln 1983. (Bausteine zur Geschichte der Literatur bei den Slaven 17) ISBN 3-412-04683-3.
- Die Siebenbürger Sachsen in Geschichte und Gegenwart. Böhlau, Köln 1994. (Studien zum Deutschtum im Osten 26) ISBN 3-412-12494-X.
- Die Albertus-Universität zu Königsberg. Höhepunkte und Bedeutung. Vorträge aus Anlass der 450. Wiederkehr ihrer Gründung, hrsg. von Hans Rothe. Kulturstiftung der deutschen Vertriebenen, Bonn 1996, ISBN 3-88557-146-3.
- Deutsche in Russland. Böhlau, Köln 1996. (Studien zum Deutschtum im Osten 27) ISBN 3-412-16995-1.
- Sakrale Grundlagen slavischer Literaturen. Sagner, München, 2002. (Deutscher Slavistentag 8, 2001. Vorträge und Abhandlungen zur Slavistik 43) ISBN 3-87690-802-7.
- Historia Bohemica. Aeneas Silvius Piccolomini. Hrsg. von Joseph Hejnic und Hans Rothe. Böhlau, Köln 2005 3 Bände. (Bausteine zur Slavischen Philologie und Kulturgeschichte. Reihe B, Editionen, N.F.) ISBN 3-412-15404-0.
- Biblia Slavica. Referate bei der öffentlichen Präsentation in der Nordrhein-Westfälischen Akademie der Wissenschaften und der Künste am 28. November 2008. Schöningh, Paderborn 2010. (Abhandlungen der Nordrhein-Westfälischen Akademie der Wissenschaften und der Künste 123) ISBN 978-3-506-77030-1.
- Hermann von Boyen und die polnische Frage. Denkschriften von 1794 bis 1846. Bearbeitet und mit einer Einleitung versehen von Hans Rothe. Böhlau, Köln 2010, ISBN 978-3-412-20553-9.
- Von Neuhaldensleben nach Tollmingkehmen. Eine Familie und ein Gut in Ostpreußen 1864–1923. Zusammengestellt von Hans Rothe. Bonn 1997–2008. 9 Bände